# Sartre, l'âge des passions
Pour les articles homonymes, voir Sartre (homonymie).
Pour plus de détails, voir Fiche technique et Distribution.
Sartre, l'âge des passions est un téléfilm de Claude Goretta en deux épisodes (95 min) réalisé en collaboration avec France 2. Le scénario est de Michel-Antoine Burnier, Michel Contat et Jacques Kirsner. Michel-Antoine Burnier et Michel Contat ont connu Jean-Paul Sartre au zénith de sa gloire, dans les années 1960 .

## Fiche technique
- Réalisateur : Claude Goretta
- Scénaristes : Michel-Antoine Burnier, Michel Contat, Claude Goretta, Jacques Kirsner
- Musique : Baptiste Trotignon
- Montage : Catherine Merglen-Sieber et Élisabeth Paquotte
- Directeur de la photographie : Dominique Brenguier et Romain Winding
- Distribution des rôles : Paula Chevallet
- Création des décors : Dominique Beaucamps et Laurence Brenguier
- Création des costumes : Malika Khelfa
- Genre : Film biographique
- Durée : 165 minutes (diffusé en 2 épisodes)
- Date de diffusion:  France 11 décembre 2006 sur France 2

## Distribution
- Denis Podalydès : Jean-Paul Sartre
- Anne Alvaro : Simone de Beauvoir
- Maya Sansa : Carla
- Aurélien Recoing : Raymond Aron
- Frédéric Gorny : Frédéric
- Élisabeth Vitali : Sylvie Regnier
- Nino Kirtadzé : Lena Zonina
- Christophe Reymond : Alexis
- François Aramburu : Claude L.
- Emmanuel Salinger : Jacques-Laurent B.
- Alexandre Arbatt : écrivain russe
- Pierre Banderet : docteur
- Lambert Bastar : étudiant en sursis
- Ahmed Belbachir : patron bistrot
- Eve Bitoun : Monique
- Carlo Brandt : Robert Gallimard
- Alice Butaud
- Thomas Cerisola : Jean P.
- Monique Couturier : madame Mancy
- Juan-Antonio Crespillo : journaliste italien
- Javier Cruz : Arcocha
- Mathieu Delarive : Jean-Jacques Servan-Schreiber
- Alexandre de Marco : François Gris
- Gilles Gaston-Dreyfus : Élie Kagan
- Mirza Halilovic : écrivain russe
- Jamil Jaled : Fidel Castro
- Jan-Jacques Le Vessier : Francis Jeanson
- Alexis Loret : Bernard
- René Loyon : commissaire Saisie
- Noureddine Maamar : Mourad
- Yoel Pena
- Loïc Pichon : vieux professeur
- Guillaume Prin : étudiant
- Frédérique Quelven : Françoise Giroud
- Julio A. Quesada : Che Guevara
- François Revaclier : reporter
- Frank Semelet : le fils facho
- Sebastien Soudais : étudiant au café
- Gilles Tschudi : journaliste allemand
- Michel Voïta : inspecteur de police
- Anton Yakovlev : écrivain russe
- Yann Marec : un figurant

## Sources
- L'Âge des passions sur le site de France 2